# Krigsåret 1838

## Pågående krig
- "Aroostookkriget" (några krigshandlingar förekom aldrig) (1838-1839)
  - Brittiska imperiet på ena sidan.
  - USA på andra sidan.

- Bakelsekriget (1838-1839)
  - Frankrike på ena sidan.
  - Mexiko på andra sidan.

- Kaukasiska kriget (1817-1864)
  - Imanatet Kaukasus på ena sidan
  - Ryssland på andra sidan